# Dwight Schultz

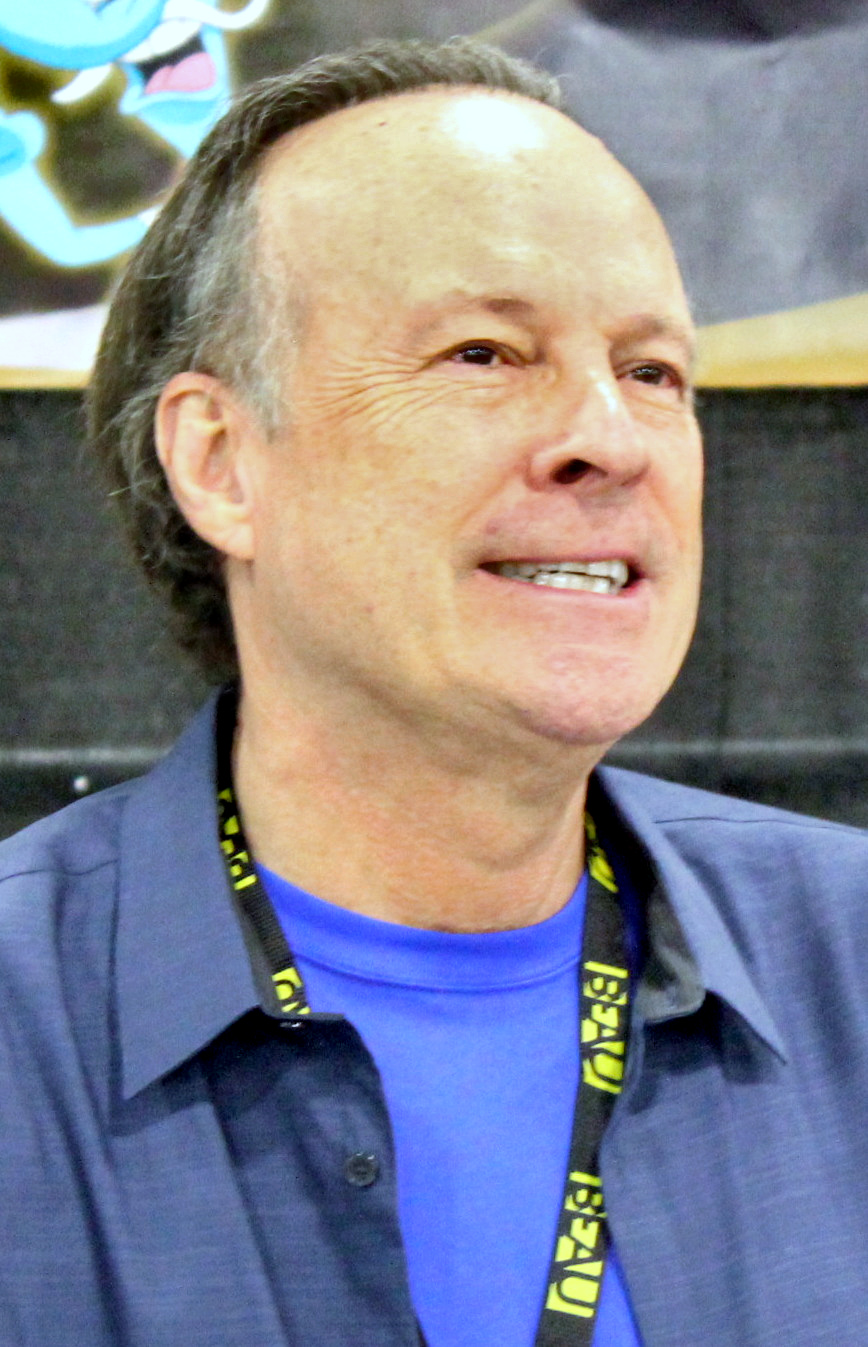
Dwight Schultz (2013)

William Dwight Schultz (* 24. November 1947 in Baltimore, Maryland) ist ein US-amerikanischer Schauspieler und Synchronsprecher.

## Leben
Dwight Schultz wurde durch sein Mitwirken in zahlreichen US-amerikanischen Fernsehserien bekannt. Seine bekannteste Rolle ist die des Capt. H.M. „Howling Mad“ Murdock in der Serie Das A-Team. Eine weitere wiederkehrende Rolle hatte er in den Star-Trek-Serien Raumschiff Enterprise – Das nächste Jahrhundert und Star Trek: Raumschiff Voyager als ewig zerstreuter und übernervöser Lieutenant Reginald Barclay. Er hatte unter anderem Gastauftritte in Polizeirevier Hill Street, Babylon 5, Outer Limits – Die unbekannte Dimension, Diagnose: Mord und Stargate SG-1.  
Sehr oft wird Schultz als psychisch labile Persönlichkeit besetzt.
Dem amerikanischen Publikum ist er auch als Synchronsprecher zahlreicher Animationsfilme und Videospiele bekannt. Für das konservative Blog Big Hollywood von Andrew Breitbart verfasste er zwischen 2009 und 2011 vereinzelt Beiträge, in denen Schultz die Politik der Regierung Barack Obamas und das seiner Ansicht nach „liberale“ Hollywoodestablishment kritisierte.
Schultz ist mit der ehemaligen Schauspielerin Wendy Fulton verheiratet und hat eine Tochter.

## Filmografie (Auswahl)

Dwight Schultz (2006)

- 1981: Polizeirevier Hill Street (Hill Street Blues, Fernsehserie, Folge 1x11)
- 1981: CHiPs (Fernsehserie, Folge 4x18)
- 1981: Der Fanatiker (The Fan)
- 1982: Zwei Stunden vor Mitternacht (Alone in the Dark)
- 1983–1987: Das A-Team (The A-Team, Fernsehserie, 97 Folgen)
- 1987: Perry Mason und das Hotel des Schreckens (Perry Mason: The Case of the Musical Murder, Fernsehfilm)
- 1987: Jake und McCabe – Durch dick und dünn (Jake and the Fatman, Fernsehserie, Folge 1x06)
- 1989: Die Schattenmacher (Fat Man and Little Boy)
- 1989: Perry Mason und der musikalische Mord (Episode 11, Fernsehfilm)
- 1990: Der lange Weg (The Long Walk Home)
- 1992: Als Baby mißbraucht (Child of Rage)
- 1992: Schuld kennt kein Vergessen (Woman with a Past)
- 1993: Die Aushilfe (The Temp)
- 1990–1994: Raumschiff Enterprise – Das nächste Jahrhundert (Star Trek: The Next Generation, Fernsehserie, 5 Folgen)
- 1994: Babylon 5 (Fernsehserie, Folge 2x05)
- 1995–2001: Star Trek: Raumschiff Voyager (Star Trek: Voyager, Fernsehserie, 6 Folgen)
- 1995: Outer Limits – Die unbekannte Dimension (The Outer Limits, Fernsehserie, Folge 1x20)
- 1995, 1997: Diagnose: Mord (Diagnosis Murderer, Fernsehserie, Folgen 2x20, 4x19)
- 1996: Nowhere Man – Ohne Identität! (Nowhere Man, Fernsehserie, Folge 1x18)
- 1996: Hart aber herzlich – Operation Jennifer (Hart to Hart: Till Death Do Us Hart, Fernsehfilm)
- 1996: Ein Hauch von Himmel (Touched by an Angel, Fernsehserie, Folge 3x02)
- 1996: Superman – Die Abenteuer von Lois & Clark (Lois & Clark: The New Adventures of Superman, Folge 4x16)
- 1996: Star Trek: Der erste Kontakt (Star Trek: First Contact)
- 1998: Stargate – Kommando SG-1 (Stargate SG-1, Fernsehserie, Folge 2x04)
- 1999: Fantasy Island (Fernsehserie, Folge 1x13)
- 1999: Walker, Texas Ranger (Fernsehserie, Folge 8x03)
- 2001: The Agency – Im Fadenkreuz der C.I.A. (The Agency, Fernsehserie, Folge 1x07)
- 2010: Das A-Team – Der Film (The A-Team, Cameoauftritt nach dem Abspann)

### Videospiele
- 1998: Fallout 2
- 2001: Final Fantasy X
- 2003: Star Trek: Elite Force II
- 2003: Baldur’s Gate: Dark Alliance
- 2004: The Chronicles of Riddick: Escape from Butcher Bay
- 2004: The Bard’s Tale
- 2004: EverQuest II
- 2005: killer7
- 2005: Destroy All Humans!
- 2005: Psychonauts
- 2005: Gun
- 2006: Titan Quest
- 2006: Metal Gear Solid Portable Ops
- 2006: X-Men: The Official Game
- 2006: Gothic 3
- 2006: Final Fantasy XII
- 2007: The Darkness
- 2007: World in Conflict
- 2007: Mass Effect
- 2009: MadWorld
- 2009: Dragon Age: Origins
- 2010: Mass Effect 2
- 2010: Mafia II
- 2014: Wolfenstein: The New Order
- 2015: Batman: Arkham Knight
- 2015: Fallout 4